# Децук, Дмитрий Сергеевич
Дмитрий Сергеевич Децук (бел. Дзьмітры Сяргеевіч Дзяцук; род. 9 апреля 1985) — белорусский легкоатлет, специалист по тройному прыжку. Выступал за сборную Белоруссии по лёгкой атлетике в 2003—2011 годах, обладатель серебряной медали чемпионата Европы среди юниоров, бронзовый призёр Всемирных военных игр, многократный победитель и призёр первенств национального значения, участник чемпионата мира в Берлине. Мастер спорта Республики Беларусь.

## Биография
Дмитрий Децук родился 9 апреля 1985 года. Проходил подготовку в Гомельском областном центре олимпийского резерва по лёгкой атлетике, был подопечным тренера А. Т. Сидорука.
Впервые заявил о себе на международном уровне в сезоне 2003 года, когда вошёл в состав белорусской сборной и выступил на юниорском европейском первенстве в Тампере, где в зачёте тройного прыжка стал серебряным призёром — уступил здесь только португальцу Нелсону Эворе.
В 2004 году в той же дисциплине занял шестое место на юниорском мировом первенстве в Гроссето.
В 2005 году выиграл зимний и летний чемпионаты Белоруссии в тройном прыжке, был шестым на молодёжном европейском первенстве в Эрфурте.
В 2007 году во второй раз стал чемпионом страны в тройном прыжке, показал седьмой результат на молодёжном европейском первенстве в Дебрецене.
В 2009 году вновь превзошёл всех соперников на зимнем и летнем чемпионатах Белоруссии, занял пятое место на чемпионате Европы в помещении в Париже, установив при этом свой личный рекорд в закрытых помещениях — 16,96 метра. Принимал участие в чемпионате мира в Берлине — на предварительном квалификационном этапе прыгнул на 16,58 метра, чего оказалось недостаточно для выхода в финал.
В 2011 году добавил в послужной список ещё две золотые награды, полученные на зимнем и летнем чемпионатах Белоруссии, тогда как на соревнованиях в Минске установил личный рекорд на открытом стадионе — 17,02 метра. Помимо этого, взял бронзу на Всемирных военных играх в Рио-де-Жанейро.
Завершил спортивную карьеру по окончании сезона 2014 года.
Жена Ксения Децук (Приемко) — так же успешная прыгунья тройным, участница двух Олимпийских игр.